# Femke Bol
Femke Bol (Amersfoort, 23 de febrero de 2000) es una deportista neerlandesa que compite en atletismo, especialista en las carreras de velocidad y de vallas.

## Trayectoria
Participó en dos Juegos Olímpicos de Verano, obteniendo cuatro medallas, bronce en Tokio 2020, en la prueba de 400 m vallas, y tres en París 2024, oro en 4 × 400 m mixto, plata en 4 × 400 m y bronce en 400 m vallas.
Ganó cuatro medallas en el Campeonato Mundial de Atletismo, en los años 2022 y 2023, cuatro medallas en el Campeonato Mundial de Atletismo en Pista Cubierta, en los años 2022 y 2024, y una medalla de plata en el Relevos Mundiales 2024.
Además, obtuvo seis medallas en el Campeonato Europeo de Atletismo, en los años 2022 y 2024, y seis medallas de oro en el Campeonato Europeo de Atletismo en Pista Cubierta entre los años 2021 y 2025. En los Juegos Europeos de Cracovia 2023 consiguió una medalla de oro en la prueba de 400 m.
En marzo de 2024 estableció una nueva plusmarca mundial de los 400 m en pista cubierta (49,17 s), rebajando en siete centésimas la marca que ella misma poseía.
Estudió Ciencias de la comunicación en la Universidad de Wageningen.

## Palmarés internacional
| Juegos Olímpicos                     | Juegos Olímpicos         | Juegos Olímpicos  | Juegos Olímpicos |
| Año                                  | Lugar                    | Medalla           | Prueba           |
| ------------------------------------ | ------------------------ | ----------------- | ---------------- |
| 2020                                 | Tokio (Japón)            | Medalla de bronce | 400 m vallas     |
| 2024                                 | París (Francia)          | Medalla de oro    | 4 × 400 m mixto  |
| 2024                                 | París (Francia)          | Medalla de plata  | 4 × 400 m        |
| 2024                                 | París (Francia)          | Medalla de bronce | 400 m vallas     |
| Campeonato Mundial                   |                          |                   |                  |
| Año                                  | Lugar                    | Medalla           | Prueba           |
| 2022                                 | Eugene (Estados Unidos)  | Medalla de plata  | 400 m vallas     |
| 2022                                 | Eugene (Estados Unidos)  | Medalla de plata  | 4 × 400 m mixto  |
| 2023                                 | Budapest (Hungría)       | Medalla de oro    | 400 m vallas     |
| 2023                                 | Budapest (Hungría)       | Medalla de oro    | 4 × 400 m        |
| Campeonato Mundial en Pista Cubierta |                          |                   |                  |
| Año                                  | Lugar                    | Medalla           | Prueba           |
| 2022                                 | Belgrado (Serbia)        | Medalla de plata  | 400 m            |
| 2022                                 | Belgrado (Serbia)        | Medalla de plata  | 4 × 400 m        |
| 2024                                 | Glasgow (Reino Unido)    | Medalla de oro    | 400 m            |
| 2024                                 | Glasgow (Reino Unido)    | Medalla de oro    | 4 × 400 m        |
| Relevos Mundiales                    |                          |                   |                  |
| Año                                  | Lugar                    | Medalla           | Prueba           |
| 2024                                 | Nasáu (Bahamas)          | Medalla de plata  | 4 × 400 m mixto  |
| Juegos Europeos                      |                          |                   |                  |
| Año                                  | Lugar                    | Medalla           | Prueba           |
| 2023                                 | Chorzów (Polonia)        | Medalla de oro    | 400 m            |
| Campeonato Europeo                   |                          |                   |                  |
| Año                                  | Lugar                    | Medalla           | Prueba           |
| 2022                                 | Múnich (Alemania)        | Medalla de oro    | 400 m            |
| 2022                                 | Múnich (Alemania)        | Medalla de oro    | 400 m vallas     |
| 2022                                 | Múnich (Alemania)        | Medalla de oro    | 4 × 400 m        |
| 2024                                 | Roma (Italia)            | Medalla de oro    | 400 m vallas     |
| 2024                                 | Roma (Italia)            | Medalla de oro    | 4 × 400 m        |
| 2024                                 | Roma (Italia)            | Medalla de bronce | 4 × 400 m mixto  |
| Campeonato Europeo en Pista Cubierta |                          |                   |                  |
| Año                                  | Lugar                    | Medalla           | Prueba           |
| 2021                                 | Toruń (Polonia)          | Medalla de oro    | 400 m            |
| 2021                                 | Toruń (Polonia)          | Medalla de oro    | 4 × 400 m        |
| 2023                                 | Estambul (Turquía)       | Medalla de oro    | 400 m            |
| 2023                                 | Estambul (Turquía)       | Medalla de oro    | 4 × 400 m        |
| 2025                                 | Apeldoorn (Países Bajos) | Medalla de oro    | 4 × 400 m        |
| 2025                                 | Apeldoorn (Países Bajos) | Medalla de oro    | 4 × 400 m mixto  |